# Gastrancistrus oxytropicola
Gastrancistrus oxytropicola är en stekelart som beskrevs av Dzhanokmen 1995. Gastrancistrus oxytropicola ingår i släktet Gastrancistrus och familjen puppglanssteklar.
Artens utbredningsområde är Kazakstan. Inga underarter finns listade i Catalogue of Life.